# Lento, Haute-Corse
Lento (korziško Lentu) je naselje in občina v francoskem departmaju Haute-Corse regije - otoka Korzika. Leta 1999 je naselje imelo 91 prebivalcev.

## Geografija
Kraj leži v severnem delu otoka Korzike 39 km jugozahodno od središča Bastie.

## Uprava
Občina Lento skupaj s sosednjimi občinami Bigorno, Campile, Campitello, Canavaggia, Crocicchia, Monte, Olmo, Ortiporio, Penta-Acquatella, Prunelli-di-Casacconi, Scolca in Volpajola sestavlja kanton Alto-di-Casaconi s sedežem v Campitellu. Kanton je sestavni del okrožja Corte.

## Zanimivosti
- cerkev Marije Magdalene,
- spomenik mrtvim,

- cerkev Marije Magdalene
- Monument-aux-Morts
- Castel Saint-Antoine

1. ↑  »Populations légales 2016«. Nacionalni inštitut za statistične in gospodarske raziskave. Pridobljeno 25. aprila 2019.